# Bashu
Cet article concerne une ancienne langue du Sichuan. Pour le film iranien, voir Bashu, le petit étranger.
Le bashu (sinogrammes traditionnels : 巴蜀語; pinyin du Sichuan : Ba¹su²yu³; IPA: [pa˥su˨˩y˥˧]) ou vieux sichuanais (sinogrammes traditionnels : 蜀語), est une langue sinitique éteinte qui fut parlée dans la région du Sichuan et les environs de la ville de Chongqing en actuelle République populaire de Chine. Cette langue est attestée depuis la dynastie des Han occidentaux et fut l'une des premières langues issues du chinois archaïque ou du chinois médiéval précoce. Cette langue disparut au cours de la dynastie Ming, lorsqu'elle fut supplantée par le mandarin du Sud-Ouest, après l'arrivée de population issues d'autres régions de Chine. Le dialecte minjiang (en) du mandarin du Sichuan (en) a hérité certaines caractéristiques phonologiques de la langue bashu,.